# Подбросы
«Подбро́сы» — криминально-драматический фильм режиссёра Ивана И. Твердовского. В России фильм вышел в прокат 22 ноября 2018 года.

## Сюжет
В центре сюжета молодой человек Денис, живущий в детдоме, которого в детстве оставили родители из-за его редкого заболевания. Однажды он встречает свою мать, вместе с которой отправляется в коррумпированную Москву, где втягивается в рискованную авантюру.

## В ролях
| Актёр              | Роль                |
| ------------------ | ------------------- |
| Денис Власенко     | Денис               |
| Анна Слю           | Оксана, мать Дениса |
| Данил Стеклов      | ДПСник              |
| Павел Чинарёв      | прокурор            |
| Вильма Кутавичюте  | адвокат             |
| Александра Урсуляк | судья               |
| Максим Виторган    | бизнесмен           |
| Наталья Павленкова | мать ДПСника, врач  |

## Критика
Фильм получил средние оценки кинокритиков. Дмитрий Кузьмин из «Газета.Ru» писал: «Если сильно придираться, то сценарных огрехов можно найти сразу несколько, но этого делать почему-то не хочется. При всех своих недостатках „Подбросы“ умудряются удержаться на плаву, — и не совсем понятно, за счёт чего».

## Награды
- «Кинотавр 2018»: «Лучшая женская роль» (Анна Слю)[8], «Лучшая операторская работа» (Денис Аларкон-Рамирес)[8]

## Рецензии
- Долин А. «Подбросы» Ивана Твердовского. Фильм-метафора о современной России — явный претендент на призы «Кинотавра» // Медуза (8 июня 2018 г.) Архивная копия от 21 апреля 2021 на Wayback Machine
- Смирнов Н. «Подбросы»: Всем не больно // Сеанс (25 июля 2018 г.) Архивная копия от 21 апреля 2021 на Wayback Machine
- Катаев Д. «Подбросы» — фильм-провокация с нотками фон Триера // GQ (9 июня 2018 г.) Архивная копия от 21 апреля 2021 на Wayback Machine
- Сухагузов М. «Подбросы» Ивана И.Твердовского — третий фильм из трилогии российской аномалии // Афиша Daily (15 июня 2018 г.) Архивная копия от 21 апреля 2021 на Wayback Machine
- Крюков Д. Рецензия на фильм «Подбросы» // Киномания (22 ноября 2018 г.) Архивная копия от 21 апреля 2021 на Wayback Machine